# Liste der Mitglieder des Provinziallandtags der Provinz Posen (19. Sitzungsperiode)
Diese Liste gibt einen Überblick über die Mitglieder des Provinziallandtags der preußischen Provinz Posen in der neunzehnten Sitzungsperiode 1877.
Landtagsmarschall war Hans Wilhelm von Unruhe-Bomst, sein Stellvertreter war Stanislaus von Kurnatowski.
| Kurie                    | Wahlbezirk                                         | Abgeordneter                      | Beruf, Ort                                         | Anmerkung                           |
| ------------------------ | -------------------------------------------------- | --------------------------------- | -------------------------------------------------- | ----------------------------------- |
| Inhaber von Virilstimmen |                                                    | Fürst August Anton Sułkowski      |                                                    | nahm nicht am Landtag teil          |
| Inhaber von Virilstimmen |                                                    | Graf Carl Eduard Nalecz-Raczyński |                                                    | nahm nicht am Landtag teil          |
| Ritterschaft             | Kreis Adelnau                                      | nicht vertreten                   |                                                    |                                     |
| Ritterschaft             | Kreis Birnbaum                                     | Otto von Kalckreuth               | Landrat und Rittergutsbesitzer auf Muchocin        | als Stellvertreter                  |
| Ritterschaft             | Kreis Meseritz und Kreis Bomst                     | Freiherr Hans von Unruhe-Bomst    | Landrat und Rittergutsbesitzer auf Bomst           |                                     |
| Ritterschaft             | Kreis Buk und Kreis Obornik                        | Hippolyt von Turno                | Rittergutsbesitzer auf Objezierze                  | als Stellvertreter                  |
| Ritterschaft             | Kreis Fraustadt                                    | Arthur von Lucke                  | Rittergutsbesitzer auf Ulbersdorf                  |                                     |
| Ritterschaft             | Kreis Kosten                                       | Graf Franz Kwilecki               | Rittergutsbesitzer auf Kobelnik                    | als Stellvertreter                  |
| Ritterschaft             | Kreis Kröben                                       | Sigismund Graf Czarnecki          | Rittergutsbesitzer auf Gogolewo                    |                                     |
| Ritterschaft             | Kreis Krotoschin                                   | Anton von Przyluski               | Rittergutsbesitzer auf Starkowiec                  | als Stellvertreter                  |
| Ritterschaft             | Kreis Pleschen                                     | Theodor von Mukulowski            | Rittergutsbesitzer auf Kotlin                      |                                     |
| Ritterschaft             | Kreis Posen                                        | Louis Hoffmeyer                   | Rittergutsbesitzer auf Zlotnik                     |                                     |
| Ritterschaft             | Kreis Samter                                       | Stanislaus von Kurnatowski        | Rittergutsbesitzer auf Pozarowo                    | Stellvertretender Landtagsmarschall |
| Ritterschaft             | Kreis Schildberg                                   | Bronislaus von Grabowski          | Rittergutsbesitzer auf Tokarzew                    |                                     |
| Ritterschaft             | Kreis Schrimm                                      | Stanislaus von Chlapowski         | Rittergutsbesitzer auf Szoldry                     |                                     |
| Ritterschaft             | Kreis Schroda                                      | Anastasius von Radonski           | Rittergutsbesitzer auf Krzeslice                   |                                     |
| Ritterschaft             | Kreis Wreschen                                     | Valerian von Hulewicz             | Rittergutsbesitzer auf Mlodziejewice               | als Stellvertreter                  |
| Ritterschaft             | Kreis Bromberg und Kreis Mogilno                   | Franz Altag                       | Rittergutsbesitzer auf Hohenfelde                  |                                     |
| Ritterschaft             | Kreis Czarnikau und Kreis Chodziesen               | Lebrecht von Klitzing             | Rittergutsbesitzer auf Dziembowo                   |                                     |
| Ritterschaft             | Kreis Gnesen                                       | Desiderius von Roznowski          | Rittergutsbesitzer auf Areugowo                    |                                     |
| Ritterschaft             | Kreis Inowraclaw                                   | Richard von Roy                   | Rittergutsbesitzer auf Wierzbiczany                |                                     |
| Ritterschaft             | Kreis Schubin                                      | Alexander Kiehn                   | Rittergutsbesitzer auf Schubinsdorf                |                                     |
| Ritterschaft             | Kreis Wirsitz                                      | Theodor Martini                   | Rittergutsbesitzer auf Dembowo                     | als Stellvertreter                  |
| Ritterschaft             | Kreis Wongrowiec                                   | Wladislaus Szuldrzynsk            | Rittergutsbesitzer und Landschaftsrat auf Sierniki |                                     |
| Städte                   | Stadt Posen                                        | Eduard Kaatz                      | Kaufmann und Stadtrat                              |                                     |
| Städte                   | Stadt Posen                                        | Gustav Reimann                    | Apotheker und Medizinal-Assessor                   |                                     |
| Städte                   | Stadt Fraustadt                                    | August Cleemann                   | Kaufmann und Ratsherr                              |                                     |
| Städte                   | Stadt Lissa                                        | Ernst Rauhut                      | Bäckermeister                                      | als Stellvertreter                  |
| Städte                   | Stadt Meseritz                                     | Friedrich Wilhelm Scholtz         | Bürgermeister in Meseritz                          |                                     |
| Städte                   | Stadt Rawicz                                       | Karl Emil Sigismund Baum          | Kaufmann und Stadtrat                              |                                     |
| Städte                   | Stadt Bromberg                                     | Herrmann Franke                   | Fabrikant und Stadtrat                             |                                     |
| Städte                   | Stadt Gnesen                                       | Franz Machatius                   | Bürgermeister                                      |                                     |
| Städte                   | der Kreise Obornik, Samter, Buk, und Posen         | Herrmann Wolfsohn                 | Kaufmann in Neustadt b.P.                          |                                     |
| Städte                   | der Kreise Pleschen, Schroda, Schrimm und Wreschen | Nicodem von Gozdziewski           | Vorwerksbesitzer in Schroda                        |                                     |
| Städte                   | der Kreise Krotoschin, Adelnau, und Schildberg     | Max Skutsch                       | Apotheker in Krotoschin                            |                                     |
| Städte                   | der Kreise Fraustadt, Kosten und Kröben            | Joh. August Starke                | Rentier in Bojanowo                                |                                     |
| Städte                   | der Kreise Birnbaum, Bomst, und Meseritz           | Friedrich Brutschke               | Gasthofbesitzer und Beigeordneter in Wollstein     |                                     |
| Städte                   | der Kreise Bromberg, Schubin, und Wirsitz          | Herrmann Eckel                    | Kaufmann in Schubin                                | als Stellvertreter                  |
| Städte                   | der Kreise Czarnikau, Chodziesen und Wongrowiec    | Theodor Alberti                   | Bürgermeister in Wongrowitz                        |                                     |
| Städte                   | der Kreise Gnesen, Inowractaw und Mogilno          | Otto Liedelt                      | Posthalter in Strzelno                             |                                     |
| Landgemeinden            | der Kreise Adelnau, Krotoschin, und Schildberg     | Andreas Pinkowski                 | Grundbesitzer in Swieca                            |                                     |
| Landgemeinden            | der Kreise Birnbaum, Bomst, und Meseritz           | Traugott Schmolke                 | Eigentümer und Schulze in Silz-Hauland             |                                     |
| Landgemeinden            | der Kreise Fraustadt, Kosten, und Kröben           | Anton Koszewski                   | Grundbesitzer und Gastwirt in Kielczewo            |                                     |
| Landgemeinden            | der Kreise Buk, Obornik, Posen und Samter          | Theodor Jordan                    | Vorwerksbesitzer in Chomecice                      |                                     |
| Landgemeinden            | der Kreise Schrimm, Schroda, Wreschen und Pleschen | Joseph Lewicki                    | Mühlenbesitzer in Przepadla-Mühle                  | als Stellvertreter                  |
| Landgemeinden            | der Kreise Bromberg, Schubin, und Wirsitz          | Wilhelm Karow                     | Gutsbesitzer in Nowa Erectia                       |                                     |
| Landgemeinden            | der Kreise Czarnikau, Chodziesen und Wongrowiec    | Alexander Zabel                   | Freischulzen-Gutsbesitzer in Jankendorf            |                                     |
| Landgemeinden            | der Kreise Gnesen, Inowrazlaw und Mogilno          | Peter Lange                       | Grundbesitzer in Gaj                               |                                     |